# روي بورتون
روي بورتون (بالإنجليزية: Roy Burton)‏ (13 يناير 1951 في المملكة المتحدة - ) هو لاعب كرة قدم بريطاني في مركز حراسة المرمى. لعب مع أكسفورد يونايتد وويتني تاون ‏.

## وصلات خارجية
- روي بورتون على موقع قاعدة بيانات كرة القدم.إي يو (الإنجليزية)